# Anton Waldvogel
Anton Waldvogel (* 10. Juni 1846 in Linz; † 19. Februar 1917 in Wien) war ein österreichischer Techniker und Verkehrsplaner.
Waldvogel erstellte 1872 und 1892 Entwürfe für ein Stadtbahnnetz und die Ausgestaltung der Verkehrsanlagen in Wien. Nach seinem Tode wurde er in einem ehrenhalber gewidmeten Grab (Gruppe 12A, Reihe 2, Nummer 4) auf dem Wiener Zentralfriedhof beigesetzt. Die Waldvogelstraße in Wien-Hietzing benannte man 1919 nach ihm.

## Schriften
- Plan der Umgebungen von Ischl. Wien 1865
- Wiener Zentralbahn samt Flügelbahnen zum Anschluss an die externen Linien. Ein Entwurf. Gerold, Wien 1873
- Projektsentwurf für die Ausgestaltung der Verkehrsanlagen im gesamten Gemeindegebiete von Wien. Spiess, Wien 1892
- Über die Ausgestaltung der Verkehrsanlagen und die Schaffung von Donauhäfen für Wien. Spiess, Wien 1893
- Studie einer Tiefbahn an der Rossauerlände und deren Verbindung mit der Gürtelbahnlinie. Lechner, Wien 1896
- Hoch- oder Tiefbahn entlang der Rossauerlände und deren Verbindung mit der Gürtelbahnlinie. Eine Erwiderung auf den über diese Frage erstatteten Bericht. Waldheim, Wien 1896
- Denkschrift zum Projekte einer Tiefbahn an der Rossauerlände als Teil eines Gesamtprojektes der Wiener Verkehrsanlagen. Lechner, Wien 1897
- Zur Lösung der Tauernbahnfrage. Spiess, Wien 1900
- Die Donauhochwässer bei Wien. Neuere Ergebnisse hydrotechnischer Erhebungen. Roller, Wien 1905
- Wien von den Hochfluten der Donau dauernd bedroht. Ein Mahnwort. Deubler, Wien 1911
- Der Hochwasserschutz von Wien. Eine Erwiderung. Loibl & Patzelt, Wien 1913
- Zur Lösung des Wiener Donauproblems. Loibl & Patzelt, Wien 1913
- Die Wiener Donauregulierung. In letzter Stunde! Unmittelbar vor Erledigung der bezüglichen Regierungsvorlage im Reichsrate. Wien 1917